# Pygmémossa
Pygmémossa (Acaulon muticum) är en bladmossart som beskrevs av C. Müller 1847. Pygmémossa ingår i släktet pygmémossor, och familjen Pottiaceae. Enligt den finländska rödlistan är arten nationellt utdöd i Finland. Arten är reproducerande i Sverige. Artens livsmiljö är parker, gårdsplaner och trädgårdar. Inga underarter finns listade i Catalogue of Life.

## Bildgalleri

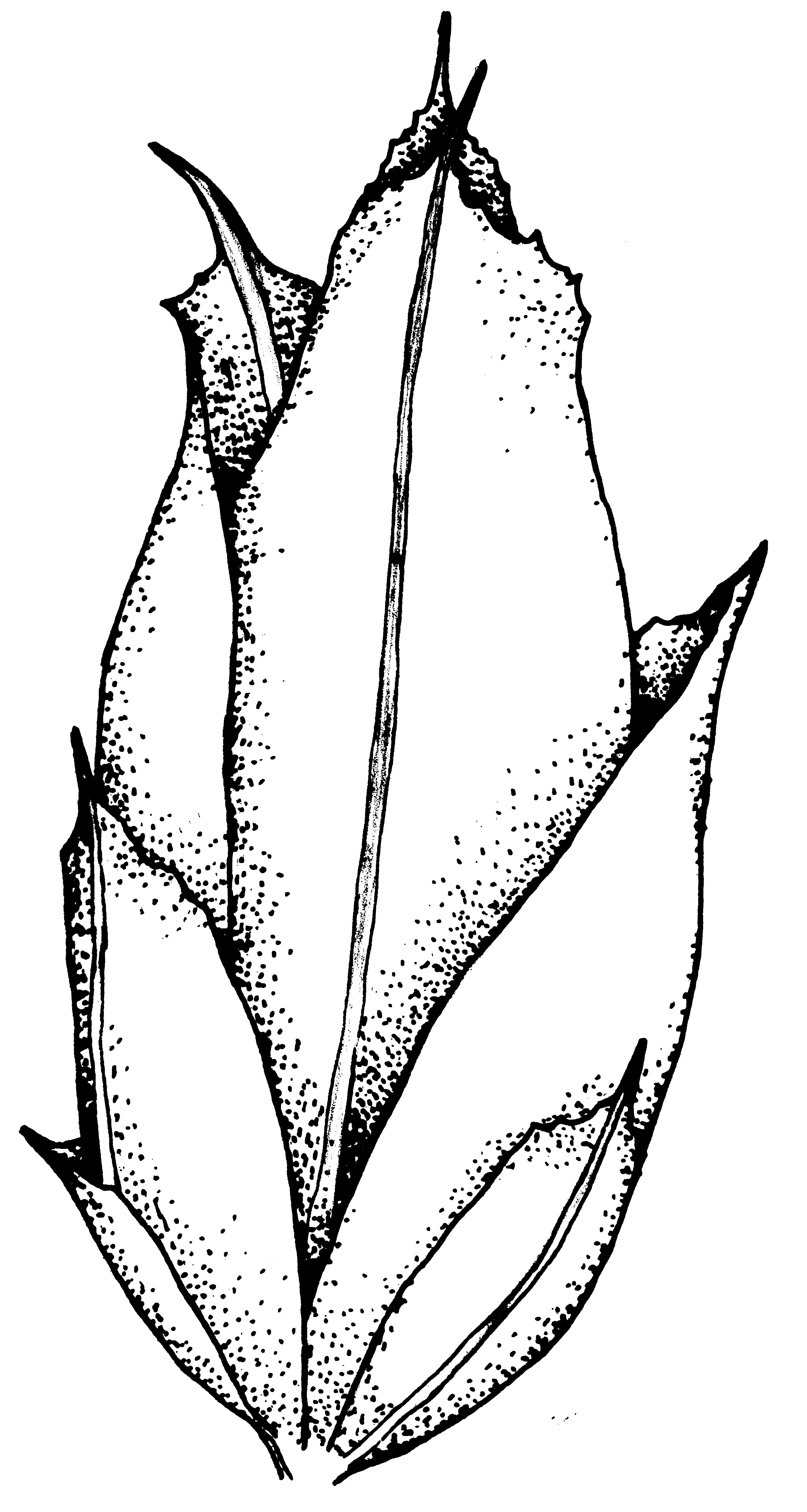